# Svarttjärnen (Ljusdals socken, Hälsingland, 685168-151040)
Svarttjärnen är en sjö i Ljusdals kommun i Hälsingland och ingår i Ljusnans huvudavrinningsområde. Sjön har en area på 0,0695 kvadratkilometer och ligger 189,1 meter över havet.

## Delavrinningsområde
Svarttjärnen ingår i det delavrinningsområde (685101-151209) som SMHI kallar för Mynnar i Bodasjön. Medelhöjden är 192 meter över havet och ytan är 18,36 kvadratkilometer. Det finns inga avrinningsområden uppströms utan avrinningsområdet är högsta punkten. Vattendraget som avvattnar avrinningsområdet har biflödesordning 3, vilket innebär att vattnet flödar genom totalt 3 vattendrag innan det når havet efter 109 kilometer. Avrinningsområdet består mestadels av skog (67 procent) och jordbruk (20 procent). Avrinningsområdet har 0,07 kvadratkilometer vattenytor vilket ger det en sjöprocent på 0,4 procent.